# Kjell Wijgård
Kjell Emil Wijgård, född 4 januari 1915 i Göteborg, död 1985, var en svensk tecknare, grafiker och fotograf.
Han var son till fotografen Emil Wijgård och Lola Katarina Bergström och gift med fotografen Märta Linnéa Björklund. Wijgård studerade vid Otte Skölds målarskola i Stockholm 1942 och 1943 samt genom självstudier under resor till Paris, Sydfrankrike, London, Spanien och Italien. Han tilldelades Västerås stads kulturstipendium 1960. Tillsammans med Gunnar Olausson ställde han ut i Västerås konstförenings konstgalleri 1948 och han medverkade i Sveriges allmänna konstförenings salonger i Stockholm 1942–1943 samt ett flertal samlingsutställningar med västmanländsk konst på olika platser i Västmanland. Han var representerad i samlingsutställningar i New York och Bombay. Hans konst består av stiliserade figurer, landskapsskildringar och porträtt. Wijgård är representerad vid bland annat Västerås konstmuseum och Västerås kommun.